# Nepotula secura
Nepotula secura är en fjärilsart som beskrevs av Ronald W. Hodges 1964. Nepotula secura ingår i släktet Nepotula och familjen fransmalar. Inga underarter finns listade i Catalogue of Life.